# Manghatu
Manghatu (kinesiska: 芒哈图, 芒哈图乡) är en socken i Kina. Den ligger i den autonoma regionen Inre Mongoliet, i den norra delen av landet, omkring 520 kilometer sydväst om regionhuvudstaden Hohhot.
Genomsnittlig årsnederbörd är 339 millimeter. Den regnigaste månaden är juli, med i genomsnitt 84 mm nederbörd, och den torraste är december, med 1 mm nederbörd.